# دانشجوی ستاره‌دار

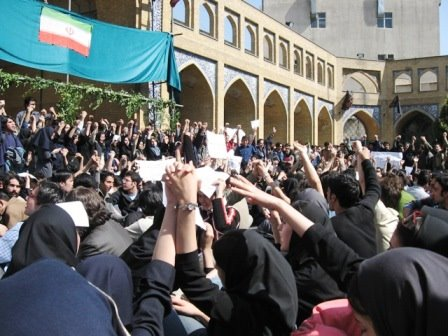
سال ۱۳۸۴ دانشجویان مخالف طرح تدفین کشته‌شدگان در دانشگاه روبروی شبستان شمالی مسجد

دانشجوی ستاره‌دار در ایران به دانشجویانی که به خاطر فعالیت‌های سیاسی محکومیت داشته‌اند گفته می‌شود. این دانشجویان ممکن است از ورودشان به دانشگاه جلوگیری شده، از ادامه تحصیل محروم شده یا بعدترها —با بخششِ مسئولان— تحت شرایط خاصی ثبت‌نام شوند. ممنوع‌الورودی، ابزاری برای سرکوب دانشجویان و فعالیت‌های عمدتاً سیاسی آنان در جمهوری اسلامی ایران است.

## اصطلاح «ستاره‌دار» و انواع آن
اصطلاحِ ستاره‌دارها تعریف جدیدی بود که در دورهٔ مصطفی معین در وزارت علوم ساخته شد. دانشجویان با عنوان‌های یک ستاره، دو ستاره و سه ستاره معرفی می‌شدند. دانشجویان یک ستاره افرادی بودند که نقص پرونده داشتند، دانشجویان دو ستاره افرادی بودند که در کنار نقص پرونده به آن‌ها تذکر داده شده بود و سه ستاره‌ها دانشجویانی بودند که فعالیت سیاسی می‌کردند و از تحصیل محروم می‌شدند.
دانشجویان سیاسی که از تحصیل آن‌ها جلوگیری به عمل آمده، همان دانشجویان ستاره‌دار هستند. دانشجویان سه ستاره کسانی هستند که تاکنون نتوانسته‌اند مشکل ممانعت از تحصیل خود را حل کنند؛ علت آن نیز عمدتاً مخالفت وزارت اطلاعات جمهوری اسلامی ایران با تحصیل آن‌ها، اعلام شده است. در صورتی که صلاحیت عمومی متقاضی ورود به دانشگاه از سوی نهادهای مذکور تأیید نشود دبیرخانه هیئت گزینش که در طبقه دوم سازمان سنجش واقع شده است با توجه به نظر نهادهای مذکور و موارد دیگر حکم به محرومیت دانشجو از تحصیل یا پذیرش دانشجو با تعهد یا همراه شرایط دیگر از جمله تغییر محل تحصیل می‌دهد. این رأی قابل اعتراض است و در مواردی ممکن است هیئت پس از پیگیری‌های متقاضی حکم خود را تغییر دهد. تعدادی از دانشجویان ستاره‌دار علیه این حکم به دیوان عدالت اداری شکایت می‌کنند و در مواردی دیوان حکم محرومیت از تحصیل صادر شده را خلاف قانون اعلام کرده ولی دانشگاه‌ها از پذیرش حکم دیوان سر باز زده‌اند. یک بررسی نشان می‌دهد که در هشت سال دولت احمدی‌نژاد ۷۶۸ دانشجو ستاره دار شدند. حل مسئله دانشجویان ستاره‌دار یکی از شعارهای تبلیغاتی نامزدهای اصلاح طلب در انتخابات ریاست جمهوری سال ۹۲ بود.

### دستور شورای امنیت ملی
۲۱ آبان ۱۴۰۱ رئیس دانشگاه علامه طباطبایی تهران اعلام کرد «بر اساس دستور جدید شورای امنیت ملی، علاوه بر رئیس دانشگاه، کمیتهٔ انضباطی می‌تواند دربارهٔ ممنوع‌الورودی دانشجویان تصمیم بگیرد». شورای امنیت ملی، زیر مجموعهٔ شورای عالی امنیت ملی است و وظیفه تأمین امنیت داخلی کشور را بر عهده دارد و ریاست آن با وزیر کشور است.